# Stäpplämmel
Stäpplämmel eller grålämmel (Lagurus lagurus) är en gnagare i underfamiljen sorkar och placeras som ensam art i släktet Lagurus. Den förekommer i västra och centrala Asien.

## Utseende
Stäpplämmelns päls är på ovansidan grå (ibland med kanelbrun skugga) med en påfallande mörk strimma. Undersidan är vitaktig. Kroppslängden ligger mellan 8 och 12 centimeter och därtill kommer svansen som bara är en centimeter lång. Stäpplämmeln kännetecknas dessutom av små öron som nästan är gömda i pälsen. Hos honor förekommer åtta spenar.

## Utbredning och systematik
Idag sträcker sig artens utbredningsområde från östra Ukraina till östra Mongoliet och nordöstra Kina. Stäpplämmeln lever i låglandet och i bergstrakter upp till 2800 meter över havet. Omkring 1900 fanns arten även i västra och mellersta Ukraina men där blev djuret utrotad. Man har funnit fossil av arten från pleistocen då den levde på stäpper över stora delar av Europa.
Trots namnet är stäpplämmeln inte närmare släkt med lämlarna i tribuset Lemmini. Dess närmaste släktingar utgörs troligen av amerikansk grålämmel och jordsorkarna.

## Ekologi
Under år med stora populationer hittas ofta bon av 30 till 50 stäpplämlar på en hektar land. Habitatet utgörs främst av stäpper och halvöknar men i år med stort antal individer förekommer de även på jordbruksmark och på ängar för boskapsdjur. Vid dessa tider räknas de som skadedjur för sädesväxter.
Stäpplämlar skapar underjordiska bon som ligger cirka 90 centimeter under marken. Den centrala kammaren har en diameter av ungefär 10 centimeter och polstras med växtdelar. Djuret är främst aktiv på natten och vilar på dagen i bon. Födan utgörs av olika växter som ibland kompletteras med insekter. Honor kan para sig upp till 6 gånger per år och per kull föds cirka 5 ungar.